# Shay Brennan
Seamus Anthony Shay Brennan (Mánchester, 6 de mayo de 1937-Waterford, 9 de junio de 2000) fue un futbolista inglés nacionalizado irlandés. Jugó como defensa para el Manchester United, desde donde sabía mover muy bien el balón.
Su primer partido en este club fue en 1958 contra el Sheffield Wednesday. Ayudó al Manchester a ganar los campeonatos de la Liga Inglesa de 1965 y 1967, así como la Liga de Campeones de la UEFA en 1968. A pesar de haber nacido en Inglaterra, jugó a nivel internacional por Irlanda, por el cambio de las reglas de elección dadas por la FIFA. Se retiró del Manchester United en 1970, luego de participar en 355 partidos y conseguir 6 tantos.

## Trayectoria
| Club              | País       | Año       |
| ----------------- | ---------- | --------- |
| Manchester United | Inglaterra | 1957-1970 |
| Waterford United  | Inglaterra | 1970-1974 |

## Palmarés

### Torneos nacionales
| Título           | Club              | País       | Año  |
| ---------------- | ----------------- | ---------- | ---- |
| Premier League   | Manchester United | Inglaterra | 1965 |
| Community Shield | Manchester United | Inglaterra | 1965 |
| Premier League   | Manchester United | Inglaterra | 1967 |
| Community Shield | Manchester United | Inglaterra | 1967 |

### Torneos internacionales
| Título                       | Club              | Sede    | Año  |
| ---------------------------- | ----------------- | ------- | ---- |
| Liga de Campeones de la UEFA | Manchester United | Londres | 1968 |

- Datos: Q1336611